# Big Fish Games
Big Fish Games es una empresa de videojuegos casuales con sede en Seattle, con una oficina regional en Oakland, California, propiedad de Aristocrat Leisure. Es un desarrollador y distribuidor de juegos casuales para computadoras y dispositivos móviles. Ha sido acusado de engañar a los clientes sabiendo que se registren en compras mensuales sin consentimiento informado.

## Historia
La empresa fue fundada en 2002. En 2009, anunció la apertura de su nueva sede europea en Cork, Irlanda.
En agosto de 2013, la compañía anunció el cierre de su servicio de juegos basado en la nube, el estudio de Vancouver y las oficinas de Cork.
En 2014, la compañía fue adquirida por Churchill Downs Inc. en un acuerdo valorado en hasta 885 millones de dólares.
En 2018, Churchill Downs vendió Big Fish al fabricante australiano de tragamonedas Aristocrat Leisure por $ 990 millones.
En septiembre de 2018, Big Fish recortó el 15% de su fuerza laboral
En septiembre de 2020, Big Fish redujo casi el 50% de su fuerza laboral

## Big Fish Studios
Big Fish Games tiene varios estudios divididos entre la oficina de Seattle y la oficina de Oakland que desarrollan juegos: Self Aware Games, Triton Studios, Epic Ventures y ARC Studios.
Los juegos desarrollados por los diversos estudios de Big Fish incluyen:
- Drawn series: Dark Flight, The Painted Tower, Trail of Shadows
- Fairway Solitaire HD
- Hidden Expedition series
- Mystery Case Files series

## Juegos en línea
La compañía ingresó a los juegos de navegador con la adquisición del sitio web de juegos Ion Thunder en 2007; el servicio fue rebautizado como Atlantis tras la adquisición. El servicio, que luego fue renovado como Big Sea Games en 2009, se cerró en 2010 como parte del cambio de la compañía de los juegos tradicionales en línea a los videojuegos sociales en Facebook y aplicaciones móviles.
También ha generado una comunidad en línea independiente para discutir todo lo relacionado con Big Fish.